# Río Bolshói Cheremshán
El río Bolshói Cheremshán (en ruso: Большо́й Черемша́н; tártaro: Olı Çirmeşän) es un río de Rusia, afluente por la izquierda del Volga. 

## Geografía
Tiene una longitud de 336 km y una cuenca de 11.500 km². Su caudal medio en la desembocadura alcanza los 36.1 m³/s (el máximo registrado es de 1979, 1660 m³/s). 
El río nace unos 50 km al sudoeste de Bugulma, en los montes de Bugulma y Belebéi. Discurre por el territorio del óblast de Samara, la república de Tartaristán y el óblast de Uliánovsk. Desemboca en el Volga cerca de Dimitrovgrad, en el embalse de Kuibyshev.
Sus principales afluentes son el Bolshaya Sulcha y el Mali Cheremshán.